# A törvény nevében (film, 1926)
A törvény nevében (más címen: Dura lex), (eredeti címe: По закону) 1926-ban bemutatott fekete-fehér szovjet némafilm, Lev Kulesov filmrendező egyik legsikerültebb alkotása. Az orosz és szovjet filmművészetben az egyik legelső komoly próbálkozás volt a pszichológiai filmdráma megvalósítására.

## Cselekmény
A film  Jack London Alaszkában játszódó novellája, a The Unexpected (A váratlan) alapján készült.
A téli folyóparton öt aranymosó, köztük egy nő próbál szerencsét. Egyikük aranyat talál, de elhatározza, hogy nem fog osztozni. Két ebédelő társát lelövi, de a másik kettő, egy házaspár lefogja és megkötözi. A férj megölné, de felesége nem engedi: "Csak bíróság ítélkezhet, mi nem". A két holttestet éjszaka elássák. A váratlanul megáradt folyó azonban megakadályozza, hogy elmenjenek, a rabtartók így maguk is a helyzet rabjaivá válnak, összezárva egy kunyhóban a gyilkossal. Egy idő után mégis kénytelenek maguk ítélkezni: "a törvény nevében" ők mondják ki és hajtják is végre a halálos ítéletet. És este a kis faházba, szakadó esőben, váratlanul beállít a gyilkos, nyakában az elszakadt kötél.
Kulesov alkotása tele van feszültséggel. Eredete nem a korábbi filmjeit jellemző cselszövés és üldözés, a felfokozott tempó keltette izgalom, hanem a kivételes helyzet, amelyben feltörnek az egyéni indulatok: együttérzés, félelem, düh, halálvágy stb. A rendező nem az ideológiák vagy a tömegek harcát kívánta bemutatni, (mint a legtöbb korabeli szovjet film), hanem a némafilm szűkös eszközeivel megkísérelt közelebb kerülni az ember belső világához. Ebben nagy segítséget nyújtott a műhelyében nevelt színészek, elsősorban Alekszandra Hohlova kiemelkedő "alakítása".
Erőteljesek az éjszakai vihar képei a halottak temetésével és a befejezés. 
Különösen emlékezetes a születésnapi jelenetsor, (amely egyébként nem az eredeti novellából való, hanem Dosztojevszkij Ördögök című könyvének egyik epizódja nyomán született): amíg az ár levonulására várnak, gyertyafény mellett megünneplik a feleség születésnapját; a férj megborotválja és szépen megfésüli a gyilkost, ekkor mintha valami közösség teremtődne köztük. Így a nő több nap után végre meg tudja kérdezni a gyilkost, hogy miért tette. A választ emlékképekben kapjuk: anyjának akart pénzt szerezni. A nő sír, a kutya a gyilkos kezét nyalogatja. Majd később "a törvény nevében" felakasztják.

## Szereplők
- Edith Nelson (Alexandra Hohlova)
- Hans Nelson (Szergej Komarov)
- Michael Dennin (Vlagyimir Fogel)

## A film készítése
Kulesov és stábja I. Pál cárról készült filmet készíteni, de annak forgatókönyvét nem fogadták el. Gyorsan és olcsón leforgatható filmre volt szükség, és A törvény nevében éppen ilyen volt.
A Viktor Sklovszkij által írt forgatókönyvben az állami tulajdonú és irányítású Goszkino stúdió vezetői nem nagyon bíztak, ezért csak "kísérleti jelleggel" engedélyezték megvalósítani. A szűkös költségvetésű, kevés szereplővel, egyetlen helyszínen forgatott film a legolcsóbb orosz játékfilmnek bizonyult. Az "alaszkai" folyópartot Moszkva mellett vették fel – a külsők, az olvadás képei kimondottan szépek, – a stáb tagjai a felvétel helyszínére naponta villamossal jártak ki. Úgy látszik, a mostoha körülmények a filmnek csak előnyére váltak: ezt tartják Kulesov legjobb alkotásának. 1926-ban mutatták be és sikert aratott, állítólag külföldön még inkább, mint hazájában.